# Raunier
Le Raunier est une rivière du sud de la France qui coule dans le département de l'Ariège. C'est un affluent de l'Hers-Vif, donc un sous-affluent de la Garonne par l'Ariège.

## Géographie
De 11,8 km de longueur, le Raunier prend sa source dans le Ariège commune de Montaut sous le nom de ruisseau de Nouze et se jette dans l'Hers-Vif sur la commune de Mazères, non sans avoir au préalable alimenté le réseau aquatique du domaine des oiseaux situé au nord-ouest de cette commune.

## Départements et communes traversés
- Ariège : Montaut, Mazères